# Fußballsportverein Frankfurt 1899 2015-2016
Questa voce raccoglie le informazioni riguardanti il Fußballsportverein Frankfurt 1899  nelle competizioni ufficiali della stagione calcistica 2015-2016.

## Stagione
Nella stagione 2015-2016 il FSV Francoforte, allenato da Falko Götz, concluse il campionato di 3. Liga al 17º posto. In coppa di Germania il FSV Francoforte fu eliminato al secondo turno dall'Hertha Berlino.

## Rosa
| N. |                          | Ruolo | Calciatore           |
| -- | ------------------------ | ----- | -------------------- |
| 1  | Germania (bandiera)      | P     | André Weis           |
| 3  | Iran (bandiera)          | D     | Ehsan Haji Safi      |
| 4  | Brasile (bandiera)       | D     | Gabriel Silva        |
| 5  | Germania (bandiera)      | C     | Manuel Konrad        |
| 6  | Kosovo (bandiera)        | C     | Fanol Përdedaj       |
| 7  | Germania (bandiera)      | C     | Marc-André Kruska    |
| 8  | Germania (bandiera)      | C     | Mario Engels         |
| 9  | Albania (bandiera)       | A     | Edmond Kapllani      |
| 10 | Kosovo (bandiera)        | C     | Besar Halimi         |
| 11 | Corea del Sud (bandiera) | C     | Inhyeok Park         |
| 13 | Algeria (bandiera)       | A     | Mohamed Amine Aoudia |
| 14 | Danimarca (bandiera)     | C     | Niki Zimling         |
| 15 | Germania (bandiera)      | D     | Alexander Huber      |
| 16 | Kazakistan (bandiera)    | D     | Genrïx Şmïdtgal'     |
| 17 | Germania (bandiera)      | C     | Joel Gerezgiher      |

| N. |                        | Ruolo | Calciatore          |
| -- | ---------------------- | ----- | ------------------- |
| 18 | Germania (bandiera)    | P     | Jannis Pellowski    |
| 19 | Germania (bandiera)    | A     | Dani Schahin        |
| 20 | Nigeria (bandiera)     | A     | Taiwo Awoniyi       |
| 21 | Germania (bandiera)    | P     | Sören Pirson        |
| 23 | Germania (bandiera)    | C     | Nahom Gebru         |
| 24 | Stati Uniti (bandiera) | D     | Shawn Maurice Barry |
| 25 | Germania (bandiera)    | D     | Florian Ballas      |
| 26 | Germania (bandiera)    | C     | Denis Epstein       |
| 27 | Austria (bandiera)     | D     | Lukas Gugganig      |
| 28 | Brasile (bandiera)     | C     | Yann Rolim          |
| 29 | Slovenia (bandiera)    | A     | Zlatko Dedič        |
| 30 | Germania (bandiera)    | C     | Denis Mangafic      |
| 31 | Germania (bandiera)    | C     | Leon Hammel         |
| 32 | Germania (bandiera)    | D     | Florijon Belegu     |

## Organigramma societario
Area tecnica
- Allenatore: Falko Götz
- Allenatore in seconda: Bernd Winter
- Preparatore dei portieri: Norbert Lorz
- Preparatori atletici:

## Risultati

### 2. Bundesliga

#### Girone di andata
| Arbitro: | Hartmann |

|  |           |              |
|  | Marcatori | 55’ Sabitzer |

| Bielefeld 31 luglio 2015, ore 18:30 CEST 2ª giornata | Arminia Bielefeld | 0 – 0 referto | FSV Francoforte | SchücoArena (17 207 spett.)\| Arbitro: \| Thomsen \| |
| Arbitro:                                             | Thomsen           |               |                 |                                                      |

| Arbitro: | Schriever |

|           |           |                              |
| Halimi 1’ | Marcatori | 15’ Hoffer 48’ (aut.) Oumari |

| Arbitro: | Drees |

|  |           |                       |
|  | Marcatori | 27’ Halimi 88’ Golley |

| Arbitro: | Storks |

|            |           |  |
| Halimi 46’ | Marcatori |  |

| Arbitro: | Gerach |

|  |           |                                     |
|  | Marcatori | 43’ Reichel 71’ Holtmann 84’ Boland |

| Arbitro: | Alt |

|  |           |            |
|  | Marcatori | 32’ Konrad |

| Arbitro: | Siewer |

|                                        |           |                     |
| Dedič 52’ (rig.) Barry 55’ Schahin 90’ | Marcatori | 39’ Wood 76’ Kessel |

| Arbitro: | Steinhaus |

|                         |           |  |
| Philipp 39’ Abrashi 49’ | Marcatori |  |

| Arbitro: | Aarnink |

|  |           |                                                             |
|  | Marcatori | 13’ Theuerkauf 24’ (aut.) Hajsafi 40’ Griesbeck 65’ Morabit |

| Arbitro: | Heft |

|            |           |                  |
| Schöpf 57’ | Marcatori | 90’ (rig.) Dedič |

| Arbitro: | Kempter |

|                                   |           |                          |
| Dedič 68’ Ballas 71’ Kapllani 86’ | Marcatori | 15’ Terodde 23’ Hoogland |

| Arbitro: | Rohde |

|                |           |            |
| Proschwitz 32’ | Marcatori | 88’ Halimi |

| Arbitro: | Willenborg |

|  |           |               |
|  | Marcatori | 82’ Linsmayer |

| Arbitro: | Weiner |

|                   |           |           |
| Ballas 51’ (aut.) | Marcatori | 34’ Pires |

| Arbitro: | Steinhaus |

|              |           |                          |
| Gugganig 67’ | Marcatori | 23’ (rig.), 42’ Demirbay |

| Arbitro: | Kempter |

|  |           |                    |
|  | Marcatori | 37’ (rig.) Schahin |

#### Girone di ritorno
| Arbitro: | Petersen |

|                              |           |              |
| Sabitzer 58’, 67’ Kaiser 61’ | Marcatori | 68’ Perdedaj |

| Arbitro: | Alt |

|              |           |                     |
| Perdedaj 40’ | Marcatori | 51’ Klos 88’ Schütz |

| Arbitro: | Rohde |

|             |           |              |
| Sallahi 72’ | Marcatori | 65’ Gugganig |

| Arbitro: | Siewer |

|             |           |                |
| Schahin 49’ | Marcatori | 12’, 30’ Freis |

| Arbitro: | Aarnink |

|                |           |                                          |
| Rzatkowski 10’ | Marcatori | 11’ Rolim 32’ Schahin 53’ (aut.) Sobiech |

| Braunschweig 28 febbraio 2016, ore 13:30 CET 23ª giornata | Eintracht Braunschweig | 0 – 0 referto | FSV Francoforte | Eintracht-Stadion (19 667 spett.)\| Arbitro: \| Alt \| |
| Arbitro:                                                  | Alt                    |               |                 |                                                        |

| Arbitro: | Schriever |

|                                 |           |                                        |
| Hajsafi 5’ Kalmár 48’ Rolim 65’ | Marcatori | 59’ Il'jučenko 76’ Onuegbu 90’ Meißner |

| Arbitro: | Dietz |

|                                               |           |  |
| Kreilach 23’ Wood 29’ (rig.), 34’ Trimmel 90’ | Marcatori |  |

| Arbitro: | Willenborg |

|             |           |                                            |
| Hajsafi 55’ | Marcatori | 28’ Niederlechner 83’, 86’ (rig.) Petersen |

| Arbitro: | Perl |

|                           |           |                          |
| Thomalla 81’ Halloran 88’ | Marcatori | 22’ Awoniyi 73’ Perdedaj |

| Arbitro: | Gerach |

|  |           |                            |
|  | Marcatori | 67’ Füllkrug 87’, 89’ Blum |

| Arbitro: | Kircher |

|                                              |           |            |
| Bulut 24’ Terodde 37’ Eisfeld 49’ Fabian 88’ | Marcatori | 3’ Schahin |

| Arbitro: | Hartmann |

|  |           |                      |
|  | Marcatori | 49’, 65’ Stoppelkamp |

| Arbitro: | Rohde |

|              |           |  |
| Vollmann 59’ | Marcatori |  |

| Arbitro: | Meyer |

|          |           |                                         |
| Dedič 5’ | Marcatori | 24’ Ring 79’, 87’ Čolak 90’ Mockenhaupt |

| Arbitro: | Weiner |

|              |           |  |
| Demirbay 49’ | Marcatori |  |

| Arbitro: | Zwayer |

|                                 |           |          |
| Kapllani 56’ (rig.), 88’ (rig.) | Marcatori | 48’ Rama |

### Coppa di Germania
| Arbitro: | Jöllenbeck |

|  |           |                              |
|  | Marcatori | 4’ (rig.) Kapllani 42’ Dedič |

| Arbitro: | Ittrich |

|            |           |                       |
| Golley 47’ | Marcatori | 56’, 99’ (rig.) Kalou |

## Statistiche

### Statistiche di squadra
| Competizione      | Punti | In casa | In casa | In casa | In casa | In casa | In casa | In trasferta | In trasferta | In trasferta | In trasferta | In trasferta | In trasferta | Totale | Totale | Totale | Totale | Totale | Totale | DR  |
| Competizione      | Punti | G       | V       | N       | P       | Gf      | Gs      | G            | V            | N            | P            | Gf           | Gs           | G      | V      | N      | P      | Gf     | Gs     | DR  |
| ----------------- | ----- | ------- | ------- | ------- | ------- | ------- | ------- | ------------ | ------------ | ------------ | ------------ | ------------ | ------------ | ------ | ------ | ------ | ------ | ------ | ------ | --- |
| 2. Bundesliga     | 32    | 17      | 4       | 1       | 12      | 18      | 37      | 17           | 4            | 7            | 6            | 15           | 22           | 34     | 8      | 8      | 18     | 33     | 59     | -26 |
| Coppa di Germania | -     | 1       | 0       | 0       | 1       | 1       | 2       | 1            | 1            | 0            | 0            | 2            | 0            | 2      | 1      | 0      | 1      | 3      | 2      | +1  |
| Totale            | -     | 18      | 4       | 1       | 13      | 19      | 39      | 18           | 5            | 7            | 6            | 17           | 22           | 36     | 9      | 8      | 19     | 36     | 61     | -25 |

### Andamento in campionato
| Giornata  | 1  | 2  | 3  | 4 | 5 | 6  | 7 | 8 | 9 | 10 | 11 | 12 | 13 | 14 | 15 | 16 | 17 | 18 | 19 | 20 | 21 | 22 | 23 | 24 | 25 | 26 | 27 | 28 | 29 | 30 | 31 | 32 | 33 | 34 |
| --------- | -- | -- | -- | - | - | -- | - | - | - | -- | -- | -- | -- | -- | -- | -- | -- | -- | -- | -- | -- | -- | -- | -- | -- | -- | -- | -- | -- | -- | -- | -- | -- | -- |
| Luogo     | C  | T  | C  | T | C | C  | T | C | T | C  | T  | C  | T  | C  | T  | C  | T  | T  | C  | T  | C  | T  | T  | C  | T  | C  | T  | C  | T  | C  | T  | C  | T  | C  |
| Risultato | P  | N  | P  | V | V | P  | V | V | P | P  | N  | V  | N  | P  | N  | P  | V  | P  | P  | N  | P  | V  | N  | N  | P  | P  | N  | P  | P  | P  | P  | P  | P  | V  |
| Posizione | 12 | 14 | 16 | 9 | 9 | 12 | 9 | 8 | 9 | 11 | 11 | 9  | 9  | 12 | 12 | 11 | 10 | 12 | 14 | 14 | 15 | 14 | 14 | 14 | 14 | 14 | 14 | 14 | 14 | 14 | 15 | 16 | 17 | 17 |

Legenda:

Luogo: C = Casa; T = Trasferta. Risultato: V = Vittoria; N = Pareggio; P = Sconfitta.

### Statistiche dei giocatori
| Giocatore     | 2. Bundesliga | 2. Bundesliga | 2. Bundesliga | 2. Bundesliga | Coppa di Germania | Coppa di Germania | Coppa di Germania | Coppa di Germania | Totale   | Totale | Totale      | Totale     |
| Giocatore     | Presenze      | Reti          | Ammonizioni   | Espulsioni    | Presenze          | Reti              | Ammonizioni       | Espulsioni        | Presenze | Reti   | Ammonizioni | Espulsioni |
| ------------- | ------------- | ------------- | ------------- | ------------- | ----------------- | ----------------- | ----------------- | ----------------- | -------- | ------ | ----------- | ---------- |
| J. Pellowski  | -             | -             | -             | -             | -                 | -                 | -                 | -                 | -        | -      | -           | -          |
| S. Pirson     | -             | -             | -             | -             | -                 | -                 | -                 | -                 | -        | -      | -           | -          |
| A. Weis       | 34            | 0             | 2             | 0             | 2                 | 0                 | 1                 | 0                 | 36       | 0      | 3           | 0          |
| F. Ballas     | 26            | 1             | 4             | 0             | 1                 | 0                 | 0                 | 0                 | 27       | 1      | 4           | 0          |
| S. Barry      | 25            | 1             | 2             | 0             | 1                 | 0                 | 1                 | 0                 | 26       | 1      | 3           | 0          |
| G. Silva      | -             | -             | -             | -             | -                 | -                 | -                 | -                 | -        | -      | -           | -          |
| L. Gugganig   | 25            | 2             | 4             | 0             | 1                 | 0                 | 0                 | 0                 | 26       | 2      | 4           | 0          |
| E. Hajsafi    | 27            | 2             | 3             | 1             | 1                 | 0                 | 0                 | 0                 | 28       | 2      | 3           | 1          |
| A. Huber      | 31            | 0             | 2             | 0             | 1                 | 0                 | 0                 | 0                 | 32       | 0      | 2           | 0          |
| D. Mangafic   | 1             | 0             | 0             | 0             | -                 | -                 | -                 | -                 | 1        | 0      | 0           | 0          |
| H. Şmïdtgal'  | -             | -             | -             | -             | -                 | -                 | -                 | -                 | -        | -      | -           | -          |
| M. Andacic    | -             | -             | -             | -             | -                 | -                 | -                 | -                 | -        | -      | -           | -          |
| M. Engels     | 17            | 0             | 4             | 0             | -                 | -                 | -                 | -                 | 17       | 0      | 4           | 0          |
| D. Epstein    | 22            | 0             | 2             | 0             | 1                 | 0                 | 0                 | 0                 | 23       | 0      | 2           | 0          |
| N. Gebru      | -             | -             | -             | -             | -                 | -                 | -                 | -                 | -        | -      | -           | -          |
| J. Gerezgiher | 2             | 0             | 0             | 0             | -                 | -                 | -                 | -                 | 2        | 0      | 0           | 0          |
| B. Halimi     | 26            | 4             | 4             | 0             | 2                 | 0                 | 0                 | 0                 | 28       | 4      | 4           | 0          |
| Z. Kalmár     | 12            | 1             | 3             | 0             | -                 | -                 | -                 | -                 | 12       | 1      | 3           | 0          |
| M. Konrad     | 28            | 1             | 9             | 0             | 2                 | 0                 | 1                 | 0                 | 30       | 1      | 10          | 0          |
| M. Kruska     | 19            | 0             | 7             | 0             | 2                 | 0                 | 0                 | 0                 | 21       | 0      | 7           | 0          |
| F. Përdedaj   | 30            | 3             | 7             | 0             | 2                 | 0                 | 0                 | 0                 | 32       | 3      | 7           | 0          |
| Y. Rolim      | 15            | 2             | 0             | 0             | -                 | -                 | -                 | -                 | 15       | 2      | 0           | 0          |
| N. Zimling    | 3             | 0             | 0             | 0             | -                 | -                 | -                 | -                 | 3        | 0      | 0           | 0          |
| T. Awoniyi    | 13            | 1             | 1             | 0             | 1                 | 0                 | 0                 | 0                 | 14       | 1      | 1           | 0          |
| Z. Dedič      | 26            | 4             | 2             | 0             | 2                 | 1                 | 1                 | 0                 | 28       | 5      | 3           | 0          |
| F. Pires      | 20            | 1             | 1             | 0             | 1                 | 0                 | 1                 | 0                 | 21       | 1      | 2           | 0          |
| E. Kapllani   | 19            | 3             | 1             | 0             | 2                 | 1                 | 0                 | 0                 | 21       | 4      | 1           | 0          |
| I. Park       | 5             | 0             | 2             | 0             | 1                 | 0                 | 0                 | 0                 | 6        | 0      | 2           | 0          |
| D. Schahin    | 25            | 5             | 6             | 0             | -                 | -                 | -                 | -                 | 25       | 5      | 6           | 0          |
| A. Bittroff   | 3             | 0             | 0             | 1             | 1                 | 0                 | 0                 | 0                 | 4        | 0      | 0           | 1          |
| T. Golley     | 10            | 1             | 1             | 0             | 2                 | 1                 | 0                 | 0                 | 12       | 2      | 1           | 0          |
| J. Oumari     | 12            | 0             | 5             | 1             | 2                 | 0                 | 0                 | 0                 | 14       | 0      | 5           | 1          |